# Estrella de mar (álbum)
Estrella de mar es el título del tercer álbum de estudio del grupo español Amaral, lanzado 4 de febrero de 2002 en España. Aunque llevaban ya dos discos en el mercado, ninguno de ellos logró trascender al gran público. Fue este tercer trabajo el que les condujo a la fama definitiva, siendo actualmente el álbum más exitoso de su carrera. A día de hoy se sigue considerando como el álbum más importante del grupo, siendo el vigésimo cuarto mejor álbum del rock español para la revista Rolling Stone y su canción más conocida, «Sin ti no soy nada», ocupa el puesto sexagésimo séptimo del ranking de la misma publicación Las 200 mejores canciones del pop-rock español. Sólo en un año vendieron medio millón de copias en España. Se calcula que el álbum lleva más de dos millones de copias vendidas en todo el mundo.
Para este álbum que se grabó íntegramente en Londres, Amaral contó con colaboraciones como Danny Cummings en las percusiones; Tony Beard en la batería; Russell Milton en el bajo; Danny Shogger en los teclados y Echo String Quartet en las cuerdas, entre otros. El primer sencillo que se escogió para promocionarlo fue «Sin ti no soy nada», que alcanzó el número 1 de la lista española, al igual que «Te necesito», «Toda la noche en la calle», «Moriría por vos» y «Salir corriendo». Gracias al éxito alcanzado, Amaral fue nominado al Grammy Latino en la categoría de 'Mejor álbum de pop'. En noviembre de 2002 se hicieron con el premio al 'Mejor grupo español' en los MTV European Music Awards. También obtuvieron ese mismo año el premio Ondas a la 'Mejor canción' por su primer sencillo «Sin ti no soy nada». Al año siguiente fueron galardonados con los Premios de la Música.
El éxito no se limitó a España y se lanzó internacionalmente el 25 de febrero de 2003. Para ello se decidió grabar algunos de los sencillos del disco en distintos idiomas. En la edición inglesa, se optó por volver a grabar el tema «Estrella de mar» en inglés (aunque manteniendo el nombre de la canción intacto). Para Francia se tradujo el primer sencillo al francés bajo el título de «Les sentiments ne se réparent pas». Finalmente, la edición italiana contuvo dos canciones en italiano: «Senza te non sono niente», adaptación correspondiente a «Sin ti no soy nada», y «Di te ho bisogno», la versión italiana de «Te necesito». El 24 de noviembre de ese mismo año se lanzó una nueva reedición, esta vez destinada al mercado latinoamericano. En ella se incluían las versiones en acústico de «Te necesito» (cantada a dúo con el chileno Beto Cuevas), «Sin ti no soy nada», «Moriría por vos» y «En sólo un segundo».

## Lista de canciones
| Edición estándar |                             |                          |          |  |
| N.º              | Título                      | Escritor(es)             | Duración |  |
| 1.               | «Sin ti no soy nada»        | Eva Amaral, Juan Aguirre | 4:28     |  |
| 2.               | «Moriría por vos»           | Eva Amaral, Juan Aguirre | 3:47     |  |
| 3.               | «Toda la noche en la calle» | Eva Amaral, Juan Aguirre | 3:47     |  |
| 4.               | «Te necesito»               | Eva Amaral, Juan Aguirre | 4:23     |  |
| 5.               | «¿Qué será?»                | Eva Amaral, Juan Aguirre | 3:21     |  |
| 6.               | «Salir corriendo»           | Eva Amaral, Juan Aguirre | 4:11     |  |
| 7.               | «Estrella de mar»           | Eva Amaral, Juan Aguirre | 4:21     |  |
| 8.               | «Rosa de la paz»            | Eva Amaral, Juan Aguirre | 5:03     |  |
| 9.               | «No sabe adónde va»         | Eva Amaral, Juan Aguirre | 3:24     |  |
| 10.              | «De la noche a la mañana»   | Eva Amaral, Juan Aguirre | 3:07     |  |
| 11.              | «El centro de mis ojos»     | Eva Amaral, Juan Aguirre | 3:54     |  |
| 12.              | «En sólo un segundo»        | Eva Amaral, Juan Aguirre | 8:31     |  |

| Edición latinoamericana |                                                          |                          |          |  |
| N.º                     | Título                                                   | Escritor(es)             | Duración |  |
| 13.                     | «Te necesito (Versión acústica) (Dueto con Beto Cuevas)» | Eva Amaral, Juan Aguirre | 4:06     |  |
| 14.                     | «Sin ti no soy nada (Versión acústica)»                  | Eva Amaral, Juan Aguirre | 4:29     |  |
| 15.                     | «Moriría por vos (Versión acústica)»                     | Eva Amaral, Juan Aguirre | 3:54     |  |
| 16.                     | «En sólo un segundo (Versión acústica)»                  | Eva Amaral, Juan Aguirre | 5:13     |  |

| Edición italiana |                                                                  |                          |          |  |
| N.º              | Título                                                           | Escritor(es)             | Duración |  |
| 13.              | «Senza te non sono niente (Sin ti no soy nada versión italiana)» | Eva Amaral, Juan Aguirre | 4:27     |  |
| 14.              | «Di te ho bisogno (Te necesito versión italiana)»                | Eva Amaral, Juan Aguirre | 4:19     |  |

| Edición Francia |                                     |                          |          |  |
| N.º             | Título                              | Escritor(es)             | Duración |  |
| 13.             | «Les sentiments ne se réparent pas» | Eva Amaral, Juan Aguirre | 4:26     |  |

## Personal
- Eva Amaral - Voz, guitarra acústica, coros
- Juan Aguirre - Guitarra eléctrica, guitarra acústica, sintetizador, programación, guitarra de doce cuerdas
- Manolo Mejías, Russell Milton - Bajo
- Tony Beard - Batería
- Melvin Duffy - Pedal steel guitar
- Danny Schogger - Piano, órgano
- Cameron Jenkins - Teclados
- Echo Strings Quartet - Cuerdas

## Posiciones y certificaciones

### Semanales
| País   | Ranking         | Primera semana | Posición de ingreso | Mejor posición | Semanas en la mejor posición | Semanas en el ranking | Última semana |
| ------ | --------------- | -------------- | ------------------- | -------------- | ---------------------------- | --------------------- | ------------- |
| Europa |                 |                |                     |                |                              |                       |               |
| España | Top 100 álbumes | -              | -                   | -              | -                            | -                     | -             |

### Copias y certificaciones
| País   | Proveedor  | Año | Certificación | Copias certificadas (según IFPI) |
| Europa |            |     |               |                                  |
| España | Promusicae | -   | -             | -                                |